# Lorenz Gedon

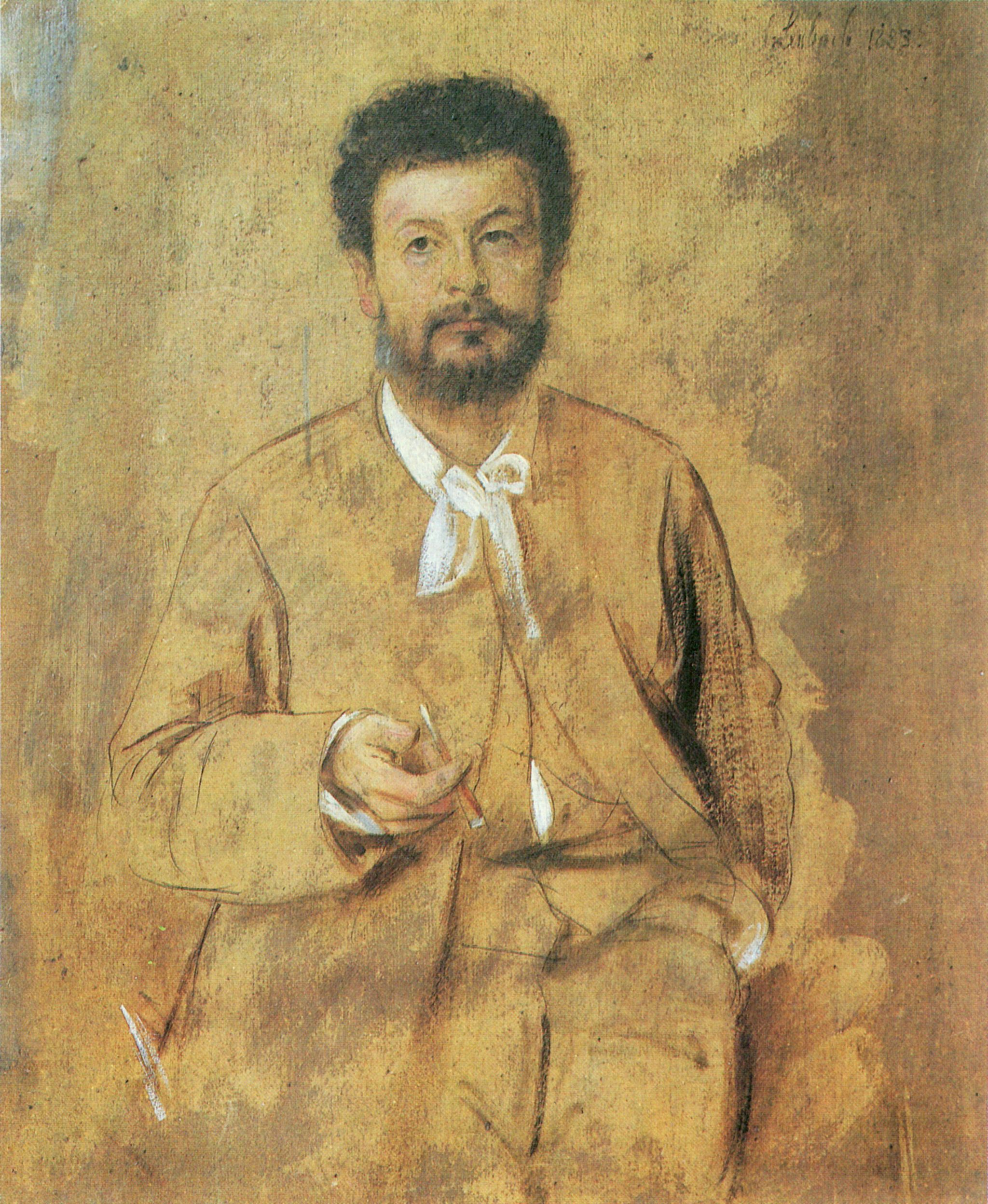
Lorenz Gedon, Zeichnung von Franz von Lenbach (1883)

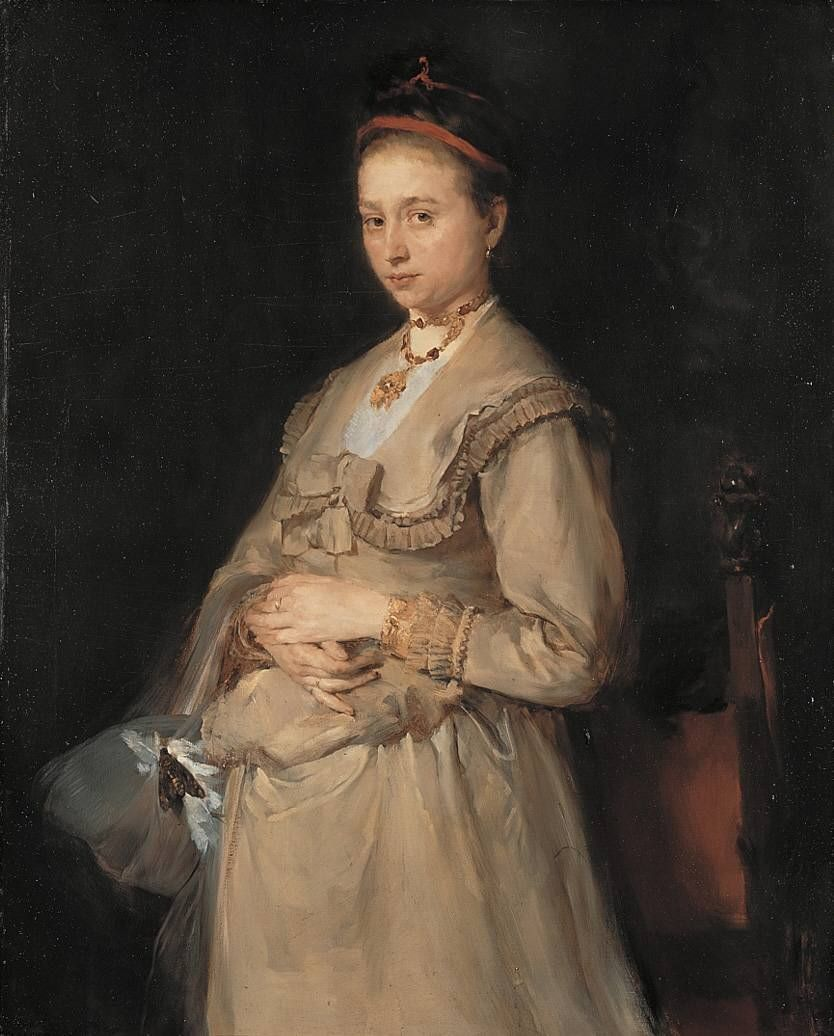
Bildnis der Frau Gedon gemalt von Wilhelm Leibl (1869)

Lorenz Gedon (* 24. November 1844 in München; † 27. Dezember 1883 ebenda) war ein deutscher Bildhauer, Architekt, Innenarchitekt und Kunstgewerbler.

## Ausbildung
1858 ging Gedon bei dem Bildhauer Joseph Otto Entres in die Lehre. Der Studienschwerpunkt lag auf mittelalterlicher Plastik. 1863 trat er an der Münchner Kunstakademie in die Klasse von Max Widnmann ein. Dort gewann er 1868 den Preis der Akademie für seine Plastik „Ritter Georg“.

## Tätigkeit
Gedons Schaffensschwerpunkt lag im kunstgewerblichen Bereich. Er war ein bedeutender Vertreter des Neorenaissance-Stils in Kunstgewerbe, Skulptur und Architektur, in einigen Werken arbeitete er neobarock. Er stattete beispielsweise 1878 den Deutschen Salon der Weltausstellung in Paris aus. Seine Inneneinrichtungen fanden sich u. a. im Lenbachhaus, in der Münchener Schackgalerie und im Kunstgewerbeverein München (1877), im Palais Todesco in Wien (Bauzeit 1861–1864), in der Villa Wahnfried in Bayreuth (Bauzeit 1873–1874), im Schloss Detmold (1882) und im Museum der Stadt Worms (1881), der von ihm umgebauten ehemaligen Pauluskirche. Gedon war an der Ausschmückung der Schlösser Linderhof und Herrenchiemsee des bayerischen Königs Ludwig II. beteiligt. Außerdem entwarf er Gebäude für Privatpersonen wie die Fabrikantenvilla Schloss Abtsee am Abtsdorfer See.
Lorenz Gedon war mit Wilhelmine (genannt Mine) Böheim (1849–1929) verheiratet, die dem Maler Wilhelm Leibl (schwanger) Modell stand für das Bildnis der Frau Gedon (1869), eines der Meisterwerke deutscher Porträtmalerei und das erste Bild, mit dem Leibl in München und besonders in Paris großen Erfolg hatte; es hängt in der Neuen Pinakothek in München.

Lorenz Gedon (Mitte) verschläft einen hitzigen Diskussionsbeitrag von Franz von Lenbach bei einem Allotria-Abend. (Ausschnitt aus einer Illustration von Friedrich August von Kaulbach zur „Lenbachiade“ von Gustav Majer. Von links nach rechts: v.Kaulbach, Gustav Laeverenz, Lorenz Gedon, Anton Seitz, v.Lenbach)

Künstlerfreundschaften verbanden ihn u. a. mit Franz von Lenbach, Friedrich August von Kaulbach und Wilhelm Busch, der für ihn einen lyrischen Nachruf dichtete. 1873 gründete er zusammen mit Franz von Lenbach die Münchener Künstlergesellschaft „Allotria“. Anlass dazu war der Austritt von ca. 50 Künstlern aus der Münchener Künstlergenossenschaft.
Lorenz Gedon starb 1883 im Alter von 39 Jahren in München.
Zum Teil lagert sein schriftlicher Nachlass heute im Deutschen Kunstarchiv im Germanischen Nationalmuseum in Nürnberg.

## Grabstätte

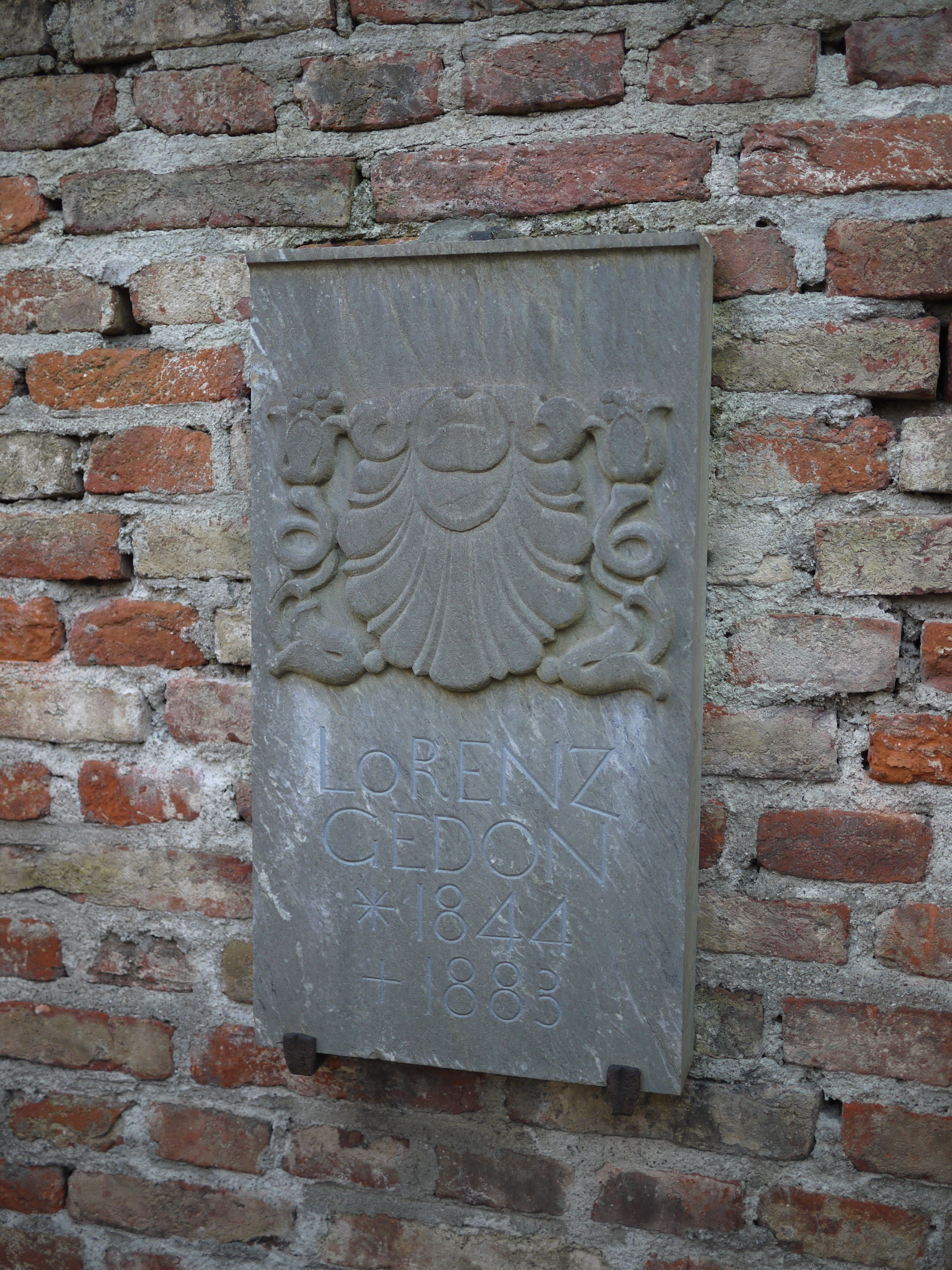
Grab von Lorenz Gedon auf dem Alten Südlichen Friedhof in München

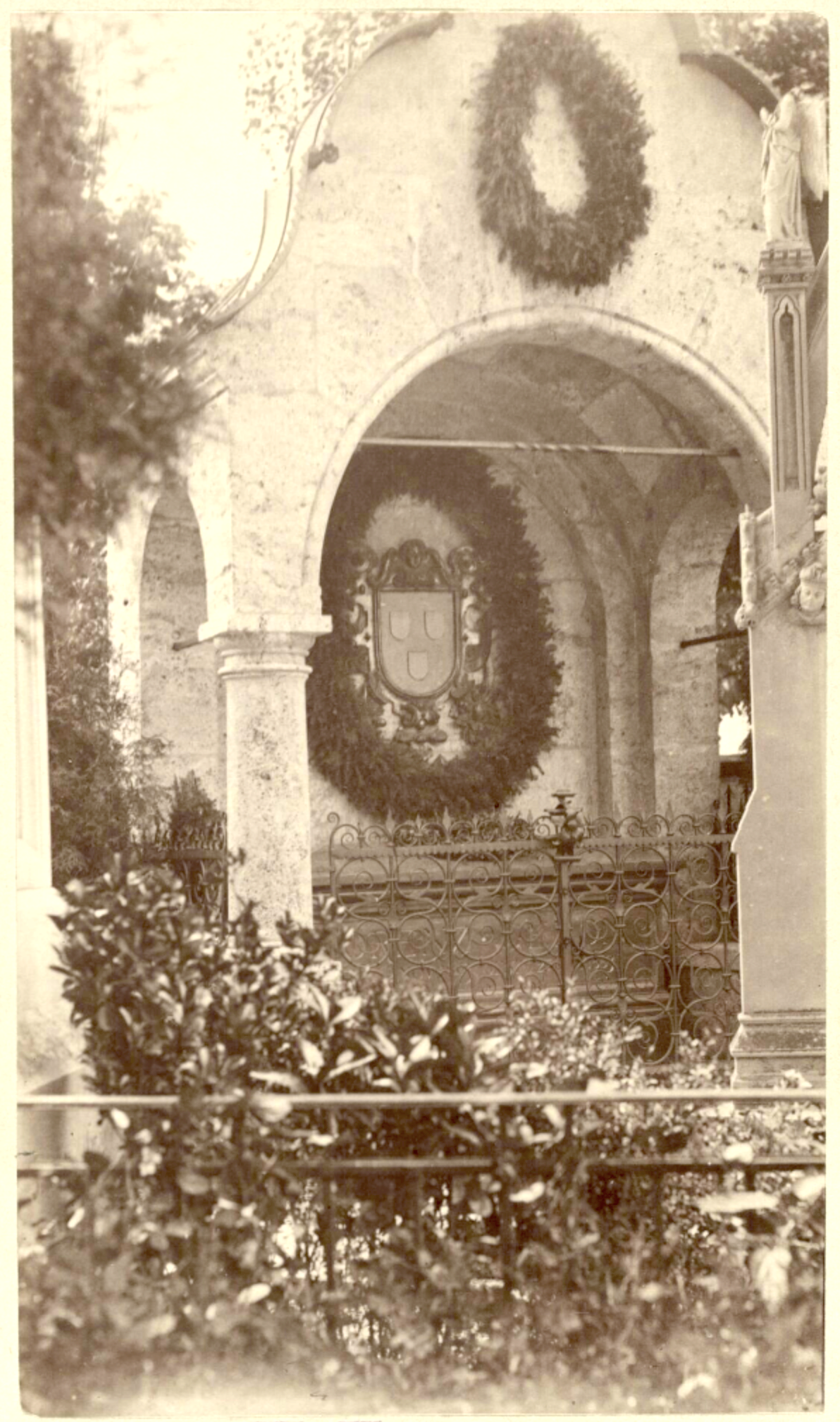
Ursprüngliches Grabmal von Lorenz Gedon im Alten Südlichen Friedhof, das im Krieg zerstört wurde

Die Grabstätte von Lorenz Gedon befindet sich auf dem Alten Südlichen Friedhof in München (Mauer Links Platz 356 bei Gräberfeld 15) Standort. Von dem ursprünglich großen Grabmal ist durch Kriegszerstörung leider nichts mehr übrig. Ersatzweise weist eine Grabplatte an der Mauer am Standort des Grabes auf Lorenz Gedon hin.

## Namensgeber für Straßen
Nach Lorenz Gedon wurde 1897 in München im Stadtteil Schwabing-Ost (Stadtbezirk 12 - 12. Schwabing-Freimann) ⊙ die Gedonstrasse benannt.
Die Stadt Berlin benannte am 27. April 1936 die Gedonstraße im Ortsteil Reinickendorf (⊙) nach Lorenz Gedon.